# Megahertzmyten
Megahertzmyten är ett folkligt namn på missuppfattningen att en processors prestanda enbart beror på dess klockfrekvens (som när myten började få spridning oftast mättes i megahertz). Stora elektronikföretag, däribland Intel, har anklagats för att upprätthålla myten genom att ganska ensidigt betona klockfrekvensen i sin marknadsföring, trots att åtskilliga andra tekniska faktorer påverkar en processors prestanda; detta gällde till exempel tidiga versioner av Pentium 4 (Willamette) som var "snabbare på pappret" än Pentium III, trots att de i praktiken gav lägre prestanda för merparten tillämpningar.
Uttrycket användes ursprungligen vid jämförelser mellan PC-datorer, som byggdes kring Intels x86-processorserie, och Apples Macintosh, som byggde på Motorolas 68 K-processorserie. PC-datorerna hade genomgående högre klockfrekvens, men presterade sällan bättre än Apples datorer. På senare år har uttrycket kommit att användas vid jämförelser mellan Intels och AMD:s x86-kompatibla processorer. Detta ska ha varit anledningen till att AMD en period övergick till att namnge sina processorer efter vilken klockfrekvens som företaget menade att Pentium 4 skulle kräva för att uppnå samma prestanda.